# 238593 Paysdegex
238593 Paysdegex este un asteroid din centura principală de asteroizi.

## Descriere
238593 Paysdegex este un asteroid din centura principală de asteroizi. A fost descoperit pe 4 ianuarie 2005 la Vicques de Michel Ory. Asteroidul prezintă o orbită caracterizată de o semiaxă mare de 2,57 ua, o excentricitate de 0,16 și o înclinație de 3,8° în raport cu ecliptica.